# Duarte Frizão
Duarte Frisão (? - 1596) foi um pintor do século XVI, originário da Frízia, nos Países Baixos.
Foi pintor privativo de D. Teotónio de Bragança, Arcebispo de Évora. Vivia em Évora em 1595. A sua atividade é desconhecida.